# EventDB
Die EventDB ist eine, als freie Software veröffentlichte Erweiterung zur Monitoring-Software Icinga, kann aber auch als alleinstehende Lösung betrieben werden. Ziel der EventDB ist es, auftretende Events (SNMPTraps, Syslog Meldungen, Windows EventLog, …) aus dem Netzwerk in einer zentralen Datenbank zu sammeln und auszuwerten.

## Funktionsweise
Netzwerk-Events werden über verschiedene Kanäle an den EventDB Server übermittelt und von diesem normalisiert in eine MySQL Datenbank geschrieben. Die Auswertung der Events findet mittels Webfrontend statt. Innerhalb des Frontends besteht die Möglichkeit, Nachrichten zu betrachten, zu filtern und zu bestätigen. Bestätigte Nachrichten gelten als erledigt und werden im Interface nicht mehr dargestellt. Um über aufgetretene Events informiert zu werden, gibt es ein Plugin, das die Kopplung zwischen Nagios und der EventDB herstellt. Das hierfür entwickelte NagiosPlugin wertet die in der Datenbank enthaltenen Einträge nach Kriterien aus und meldet ja nach Häufigkeit der Meldungen und dem angegebenen Schwellwerten einen WARNING oder CRITICAL Zustand. Bei der Prüfung durch das NagiosPlugin kann auf Host, Meldungstext, Quelle der Meldung und Anzahl der Meldungen gefiltert werden.

## Merkmale
Die EventDB läuft völlig eigenständig auch ohne Nagios, die Kopplung zum Monitoringsystem Icinga findet mittels eines NagiosPlugins statt. Die Betrachtung der Meldungen findet über ein PHP-basiertes Webinterface statt. Die für die EventDB verwendeten Komponenten sind allesamt gängig und vielfach getestet, so ist ein reibungsloser Betrieb der Plattform gewährleistet. Die flexiblen Inputschnittstellen, auch Adapter genannt, beinhalten die Logik zur Normalisierung der Daten, so können Meldungen beliebiger Art zentral verwaltet werden.